# Kūshkdar
Kūshkdar (persiska: كُشكِ زَرِ قَديم, كوشكِ ذَر, کشک زر, Koshk-e Zar-e Qadīm, کوشکدر, کوشک زر) är en ort i Iran.   Den ligger i provinsen Alborz, i den norra delen av landet, 70 km nordväst om huvudstaden Teheran. Kūshkdar ligger 1 515 meter över havet och antalet invånare är 495.
Terrängen runt Kūshkdar är varierad.Runt Kūshkdar är det ganska tätbefolkat, med 86 invånare per kvadratkilometer. Närmaste större samhälle är Naz̧arābād, 14,6 km väster om Kūshkdar. Trakten runt Kūshkdar består i huvudsak av gräsmarker.